# Neferneferure
Neferneferure, auch Nefer-neferu-Re, war eine altägyptische Prinzessin der 18. Dynastie und die fünfte Tochter von König (Pharao) Echnaton und seiner Großen königlichen Gemahlin Nofretete. Sie wurde vermutlich zwischen dem 10. und 12. Regierungsjahr Echnatons in Achet-Aton geboren.
Abbildungen von ihr finden sich auf Reliefs und Malereien in der ehemaligen Residenzstadt Achet-Aton (Amarna), jedoch kaum noch nach dem 12. Regierungsjahr ihres Vaters. Deshalb wird angenommen, dass sie wahrscheinlich um das 14. Regierungsjahr Echnatons verstarb. In Amarna fand sich im Bereich der königlichen Nekropole ein Siegel, das ihr Grab nennt. Es ist unsicher, ob es sich bei der anonym bestatteten Person im Königsgrab in Achet-Aton um sie oder aber ihre jüngere Schwester Setepenre handelt.
Mit dieser Königstochter beginnt der Wechsel des Sonnengottnamens in den Namen der Töchter des Königspaares. Dieser ist nun nicht mehr, wie bei ihren älteren Schwestern, Aton, sondern Re.
Bemerkenswert ist zudem der Fund eines Kästchendeckels aus dem Grabschatz von König (Pharao) Tutanchamun im Tal der Könige, Grab KV62. Der Deckel trägt ihren Namen und ihr Abbild. Neferneferure ist hier in der für Kinder typischen Darstellung abgebildet: In der Hocke sitzend, die rechte Hand an den Mund gelegt und die Linke auf dem Knie ruhend. Der Deckel mit der Objekt Nr. JE 61498 befindet sich im Ägyptischen Museum Kairo.
Jedoch ist diese Zuordnung, trotz des Namens, nicht unumstritten. J. R. Harris führt dazu an, dass Neferneferure nicht als Königstochter bezeichnet wird. Auch die Namensschreibung ist außergewöhnlich und das Determinativ der hockenden Person zweifelhaft und unterscheidet sich von der Schreibung des Namens auf Reliefs. Ein weiterer Punkt ist, dass die neben dem Schriftzug dargestellte Figur aufgrund des Schurzes offenbar männlich ist.